# Sart-lez-Spa
Pour les articles homonymes, voir Sart.
Sart-lez-Spa (en wallon Li Sårt-dilé-Spå) est une section de la commune belge de Jalhay située en Wallonie dans la province de Liège. C'était une commune à part entière avant la fusion des communes de 1977.

## Évolution démographique
- Sources : INS, Rem. : 1831 jusqu'en 1970 = recensements, 1976 = nombre d'habitants au 31 décembre.

## Patrimoine et culture

### Patrimoine architectural
- La place du Marché.
- Le perron de Sart daté de 1458.
- L'église Saint Lambert surmontée d'un clocher tors.
- Le vieux chêne creux dont l'intérieur est carbonisé.
- La maison Lespire datée de 1616.
- La maison vicariale.
- La maison Bronfort datant de la fin du XVIIIe siècle.
- La maison du Maquis.

### Culture
Le cortège du Laetare fête le carnaval en collaboration avec le village voisin de Tiège. Depuis 1660, les chars fleuris des deux localités s’affrontent et rivalisent de beauté. Les Dominos Blancs de Sart et Dominos Noirs de Tiège animent les rues des deux villages et font sortir les filles de leur maison pour les emmener danser. Depuis 2024, ces carnavals comptent parmi les chefs-d'œuvre du Patrimoine oral et immatériel de la Fédération Wallonie-Bruxelles sous le titre : Rivalité amicale dans les carnavals de l’Ardenne liégeoise.
Depuis 1976, Sart organise la fête des Vieux Métiers. Elle a lieu, en principe, tous les cinq ans. En août 2018, s'est déroulée la 12e édition. Quelque 200 artisans et 500 acteurs y ont animé le village.

## Enseignement
Sart compte une école communale.

## Personnalités
La violoniste Lola Bobesco y a vécu jusqu'à la fin de ses jours et est inhumée au cimetière de Sart.